# Bacton (Herefordshire)
Bacton – wieś w Anglii, w hrabstwie Herefordshire. Leży 16 km na południowy zachód od miasta Hereford i 200 km na zachód od Londynu.